# Sistema de espejos giratorios

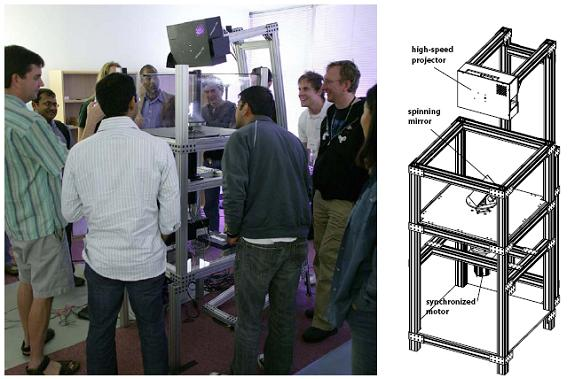
Figura 1: Esquema e imagen donde se muestra el sistema del espejo giratorio junto con el motor sincronizado que utiliza para su movimiento junto con un proyector de alta velocidad.

El sistema de espejos giratorios consiste en un conjunto de espejos utilizados para generar gráficos 3D interactivos y autoestereoscópicos a múltiples espectadores simultáneos alrededor de la pantalla, ya que podemos generar una visión diferente a cada espectador dependiendo del ángulo de visión que tenga sobre la pantalla.
Gracias a que estos espejos son móviles y giratorios podemos crear perspectiva diferentes en los 360 grados a su alrededor, por tanto serán usados en sistemas que busquen crear imágenes omnidireccionales. Además, se ajustan a posibles sistemas multivisión, por tanto producirán una interpretación correcta del campo de luz aunque el espectador potencial se sitúe a más o menos distancia o a más o menos altura.
Si los combinamos con un proyector de video de alta velocidad y una circuiteria encargada de descodificar adecuados, podemos llegar a conseguir perspectivas diferentes hasta en cada 1,25 grados.

## Sistema de espejo giratorio

### Motivación
Los antecesores sistemas volumétricos proyectaban las imágenes en un plano difuso de rotación, de este modo, la luz quedaba dispersada en todas direcciones. Por desgracia, estos displays no podían recrear efectos dependientes como por ejemplo la oclusión. Se creaba, por tanto, la necesidad de crear un sistema que fuese capaz de solventar contratiempos como este, pero a su vez tuviese una fácil implementación y hiciese que su instalación sobre sistemas fuese sencilla. De este modo, se creó un Sistema de espejos giratorios cubierto por un difusor holográfico anisotrópico.

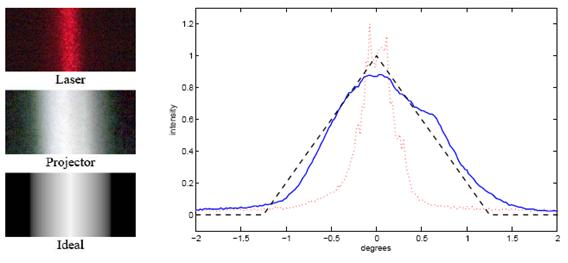
Figura 2: características de reflectancia anisotrópica. del sistema de espejos.
•Izquierda: Fotografías de un rayo láser y una fina línea del proyector de video reflejada en el difusor holográfico y el espejo. La anchura horizontal total en cada imagen es de cuatro grados. La imagen inferior muestra el ideal de difusión de interpolación bilineal, cuyo radio coincide con la separación angular de 1,25º de las vistas sucesivas de la pantalla.
•Derecha: Gráficos de los perfiles de intensidad horizontal de las imágenes de la izquierda. En rojo el láser, en azul el proyector y el negro la ideal (interpolación bilineal)

### Funcionamiento
El espejo refleja la superficie de cada píxel proyectado en una estrecha gama de puntos de vista. Gracias al difusor holográfico podemos controlar el ancho y la altura de esta región. Este difusor nos crea una relación de difusión entre x e y de aproximadamente 1:200.
Horizontalmente, la superficie es considerablemente especular para mantener una separación igual en grados entre los diferente puntos de vista. Verticalmente, el espejo se dispersa ampliamente para que la imagen proyectada se pueda ver desde prácticamente cualquier altura. 
El perfil horizontal del lóbulo especular es aproximadamente una interpolación bilineal entre los diferentes puntos de vista adyacentes. El movimiento del espejo añade algunas líneas adicionales borrosas que mejoran la reproducción de imágenes de medio tono a expensas de la resolución angular.

### Montaje
El difusor holográfico anisotrópico y el espejo están montados en un panel de fibra de carbono y conectado a un volante de inercia de aluminio de 45 grados. El volante gira en sincronía con respecto a las imágenes mostradas por el proyector.

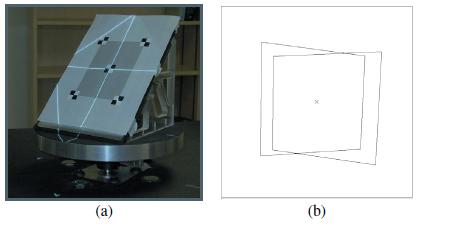
Figura 3: a) marcadores utilizados para la determinación de la matriz de proyección. b) Las cuatro esquinas que ve el proyector con el espejo a 0 grados y a 180 grados.

### Sincronización en un sistema
Dado que la tasa de fotogramas a la salida de la tarjeta gráfica de un PC no es siempre constante y no puede ser ajustado sobre la marcha, se utiliza la salida de video del PC como la señal principal (master) para la sincronización del sistema. El proyector de alta velocidad también crea señales de codificación de la velocidad del cuadro (frame) actual. Estas señales de control de sincronismo se envían directamente a un sistema de motor inteligente (P. ej. Animatics SM3420D) que nos asegura que la velocidad de movimiento del motor del espejo se mantenga sincronizado con las señales que se envían desde el proyector. 

Como el espejo gira hasta 20 veces por segundo, la persistencia de la visión crea la ilusión de un objeto flotante en el centro del espejo.

### Proyección de gráficos en la pantalla

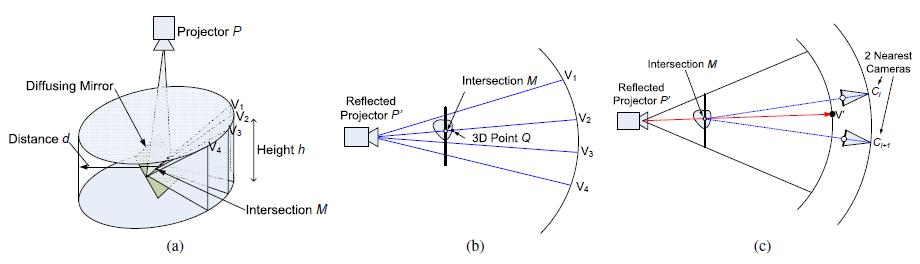
Figura 4: a) Intersección de un rayo difuso de luz vertical. con los puntos de vista (V) alrededor en forma de círculo.
b) Vista desde arriba, los rayos divergen en el espejo reflejando un punto nodal para cada uno de los múltiples puntos de vista. El punto de vista correspondiente a Q se encuentra en el vértice de la intersección entre el rayo de P’Q y el círculo de visión V.
c) Cuando preprocesamos un campo de luz, V’ determina el punto de vista horizontal más cercano a nuestra muestra.

En esta sección definiremos como hacer una escena en 3D para mostrar una perspectiva correcta, utilizando la prestación de scanline o trazado de rayos. 
Suponemos que el espejo giratorio se centra en el origen y que su eje de rotación es el eje Y vertical, con el proyector de vídeo en el punto P por encima del espejo como en la figura superior. Suponemos, además, que el punto de vista que queremos obtener esta a una altura h y a una distancia d del eje Y. Por la simetría de rotación de nuestro sistema, podemos producir imágenes de perspectiva correcta para cualquier posición de visualización en el círculo definido por h, V y D, creando imágenes binoculares ya que H y D serán similares para ambos ojos. En la práctica, el conjunto de puntos de vista de la perspectiva que delimita V no tiene por qué ser un círculo continuo, sino que pueden pasar a través de una variedad de posiciones de seguimiento a diferentes distancias y alturas.

## Sistema de doble espejo giratorio

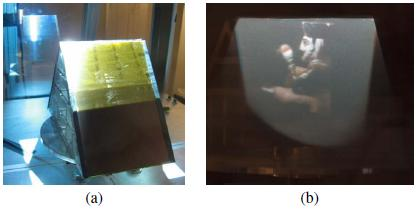
Figura 5: a) Tienda de dos espejos para mostrar las imágenes en color usando filtros cian y naranja debajo de los difusores. b) Una fotografía en color de las imágenes que se consiguen con este sistema.

Gracias a este sencillo sistema podemos generar versiones en color de nuestras imágenes. Como se puede apreciar en la imagen de la derecha necesitamos tener un sistema de dos espejos en forma de tienda de campaña. 
En cada lado de la tienda, se coloca un filtro de color entre el difusor de la película holográfica y el primer espejo de la superficie, de esta manera evitamos introducción de reflejos especulares. 
Los filtros usados son un filtro cian para un lado y un filtro naranja para el otro, de esta manera conseguimos la división aproximada del espectro visible de manera uniforme en longitudes de onda cortas y largas. Se convierten los colores RGB a un sistema de naranja y cian y son proyectados.
Para conseguir el color, es necesario calibrar cada plano del sistema de espejos de forma independiente. Luego, se hace la imagen en dos partes, una para el lado del filtro naranja y otra para el lado del filtro cian, de este modo el proceso de calibración se asegura que cada lado es renderizado para todos los puntos de vista. El efecto para el espectador es similar al sistema Kinemacolor 2 de cine en color y la elección de filtros permite la reproducción de color para su uso en muchas escenas.
Aparte de lograr el color, el sistema de doble espejo duplica el número de imágenes por segundo que se muestran a los espectadores, permitiendo que la velocidad secuencial de los fotogramas sea mucho más estable que en el sistema monocroma.

## Aplicaciones
•Sistema Maeda [Maeda, 2003]: se basa en un sistema de un monitor LCD giratorio. La massa de este monitor limita la tasa de actualización, permitiendo solo cinco revoluciones por segundo, consiguiendo solo cinco puntos de vista independientes.
•Sistema Transpost [Otsuka, 2006]: realiza 24 imágenes en todo el borde exterior del video proyectado y refleja estas imágenes en una pantalla anisotrópica de rotación rápida usando un círculo creado por diferentes caras de espejos.
•Videoconferencia 3D [California, 2009]: Se basa en una estructura compuesta por dos espejos en los que se reflejan las imágenes y crean perspectivas diferentes alrededor de sus 360 grados.

## Artículos y libros
•TRAVIS, A. R. L. 1997. The display of three-dimensional video images.
•ENDO, T., KAJIKI, Y., HONDA, T., AND SATO, M. 2000. Cylindrical 3D video display observable from all directions.
•DODGSON, N. A. 2005. Autostereoscopic 3D displays.
•MCDOWALL, I., AND BOLAS, M. 2005. Display, sensing, and control applications for digital micromirror displays.
•FAVALORA, G. E. 2005. Volumetric 3D displays and application infrastructure.
•OTSUKA, R., HOSHINO, T., AND HORRY, Y. 2006. Transpost: A novel approach to the display and transmission of 360 degreesviewable 3D solid images.
•AGOCS, T., BALOGH, T., FORGACS, T., BETTIO, F., GOBBETTI, E., ZANETTI, G., AND BOUVIER, E. 2006. A large scale interactive holographic display.

## Enlaces de interés
- Video donde podemos ver el sistema de espejo giratorio
- Tipo de Display conseguido gracias a la tecnología descrita
- Artículo sobre la utilización del sistema en Teleconferencia 3D (enlace roto disponible en Internet Archive; véase el historial, la primera versión y la última).

- Datos: Q1749074